# Ruth of the Rockies
Ruth of the Rockies er en amerikansk stumfilm fra 1920 af George Marshall.

## Medvirkende
- Ruth Roland som Bab Murphy
- Herbert Heyes som Justin Garret
- Thomas G. Lingham som Edward Dugan
- Jack Rollens som Sam Wilkes
- Fred Burns som Burton
- William Gillis som Pendleton Pete
- Gilbert Holmes som Shorty
- Norma Bichole
- Harry Maynard
- S.J. Bingham
- Al Hoxie